# Mars 1866

## Événements
- 7 mars : signature d’une alliance secrète des fiefs pro-impériaux et xénophobes Satsuma-Chôshù-Tosa pour abattre le régime shogunal et moderniser les structures du pays.

- 31 mars : une flotte espagnole bombarde Valparaiso au Chili.

## Naissance
- 13 mars : Vladimir Kallach, critique littéraire, folkloriste et bibliographe russe et ukrainien.
- 28 mars : Jimmy Ross (mort le 12 juin 1902), joueur de football écossais

## Décès
- 24 mars : Marie-Amélie de Bourbon-Siciles, femme de Louis-Philippe, reine des Français (° 26 avril 1782).
- 28 mars :
  - Louis Henri Monin (né le 17 juillet 1809), universitaire français, romaniste, philologue et historien
  - Wilhelm Scheuchzer (né le 24 mars 1803), peintre de paysages suisse
  - Gédéon Florentin de Marcombe (né le 29 septembre 1795), homme politique français